# 望宇登月服
望宇登月服，又称中国登月航天服、中国登月服，是用于中国载人月球探测工程的一种舱外航天服，目前正处于研制阶段。
其名称“望宇”寓意遥望宇宙、探索未知，寓意继“天宫”“飞天”后，中国人又踏上登陆月球、遥望深空的新征程。

## 历史
2020年，登月服启动研制工作。
2024年9月28日，登月服在“第三届航天服技术论坛”上首次亮相，并面向社会启动征名活动。
2025年2月12日（元宵节），中国登月航天服正式命名为“望宇”。

## 设计
登月服颜色整体以白色为主，配有红色装饰带。其中上肢装饰带设计成优雅飘逸的“飞天”飘带造型，下肢装饰带设计成火箭升空尾焰造型。
相比飞天服，登月服针对月球表面的特殊环境进行了一系列的创新和改进。针对月面昼夜极大温差，登月服采用了高效的隔热和保温材料，其多层结构包括反射层、隔热层和保温层等；配备了先进的温度调节系统，包括加热元件、冷却元件和温度传感器等。针对宇宙射线和太阳辐射，登月服采用了辐射防护设计，其面罩采用全景式防眩光面窗，能够最大限度地减少辐射的入射角，提高辐射防护效果。针对具有粘附性的月壤，登月服的外层和面罩采用耐磨、防粘附的材料。同时，登月服的关节部位和密封件的特殊设计也能够防止尘埃的进入。